# 鷹泊站

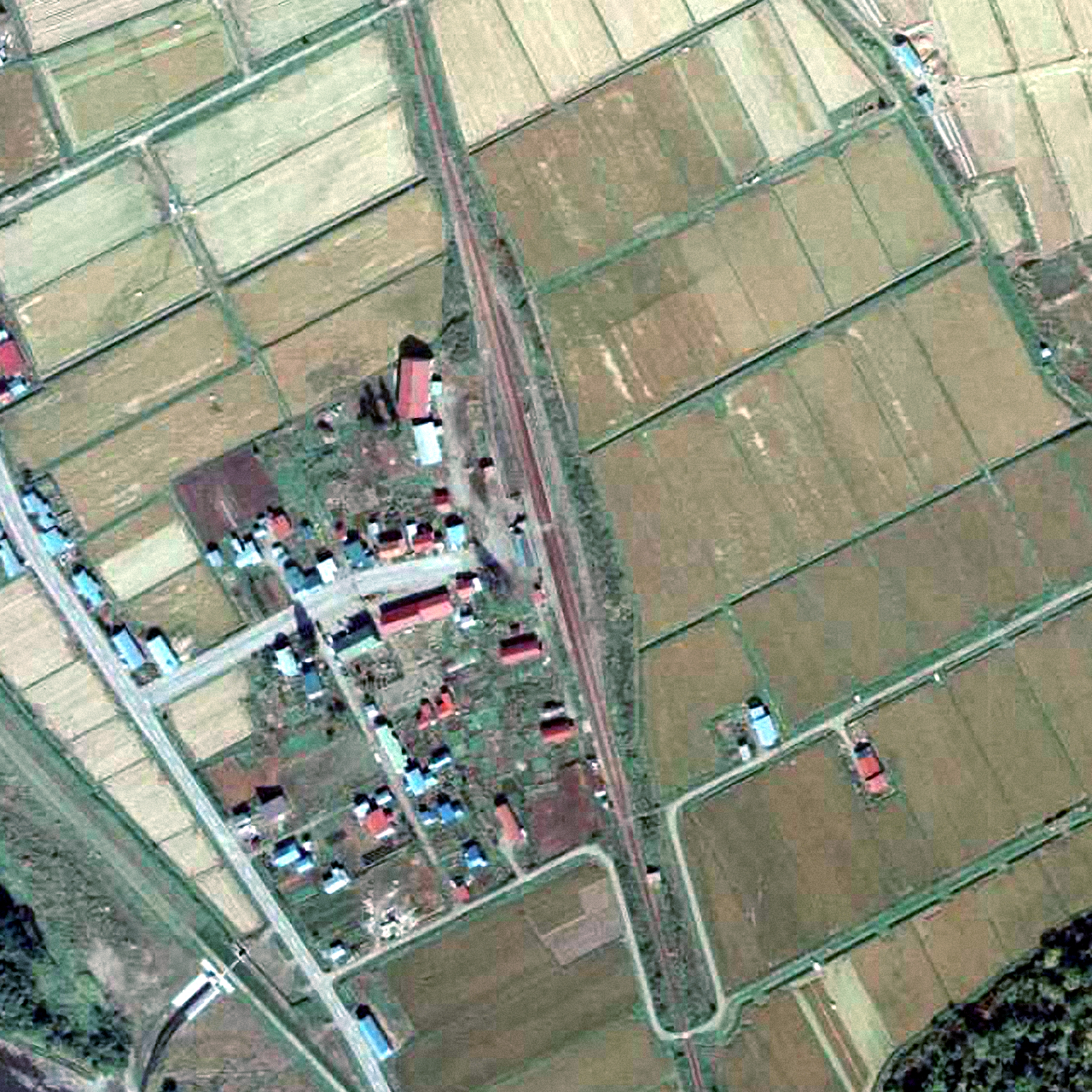
1977年的鷹泊站與方圓約500米範圍。上方為朱鞠內方向。圖中可看見副本線和車站旁邊的貨物月台與引込線。

鷹泊站（日语：／ Takadomari eki */?）是位於北海道深川市多度志町字鷹泊，北海道旅客鐵道（JR北海道）的深名線車站（廢站）。隨著深名線廢線，車站在1995年（平成7年）9月4日廢除。

## 歷史
- 1926年（大正15年）11月10日 - 鐵道省雨龍線多度志站至此站之間開通，此站啟用[1]。
- 1929年（昭和4年）11月8日 - 此站至幌加內站之間開通，成為中途站。
- 1931年（昭和6年）10月10日 - 改線改名為幌加內線，成為幌加內線車站。
- 1941年（昭和16年）10月10日 - 改線改名為深名線，成為深名線車站。
- 1949年（昭和24年）6月1日 - 日本國有鐵道成立，成為日本國有鐵道車站。
- 1951年（昭和26年）6月 - 隨著建設鷹泊水壩、河道翻新和建設灌漑設施等（進行雨龍川綜合開發事業），新設了石狩川治水事業所專用線[2]。
- 1982年（昭和57年）11月1日 - 3月29日 - 結束處理貨物[1]。
- 1984年（昭和59年）
  - 2月1日 - 結束處理行李[1]。
  - 11月10日 - 旅客業務無人化[3]。運輸要員在1986年前仍然當值。
- 1987年（昭和62年）4月1日 - 伴隨國鐵分割民營化，車站由北海道旅客鐵道（JR北海道）營運。
- 1995年（平成7年）9月4日 - 深名線全線廢除，此站也廢除。

## 站名的由來
車站名稱取自所在地名。據說，在市區附近的河流下遊對面岸的巨石上（現時：鷹泊岩）會有鷹經常棲息，因此得名。在國鐵北海道總局發行的《站名之起源》（1954年（昭和29年）版）中，指出地方名「鷹泊」源自阿伊努語的「チカㇷ゚オッナイ（chikap-ot-nay））」，其意思是鳥、很多。

## 車站構造
截至車站廢除前，車站是一座地面車站，設有1面1線的單式月台。月台位於路軌西邊（名寄方向的列車會開啟左邊車門）。在本線靠近名寄一方設有分支，連接車站大樓北側的舊貨物月台（缺角式月台）和一條側線。曾經站內設有2面2線的混合式月台（單式月台、島式月台（只使用單面）），當時可進行列車交會，同時當時設有區間列車行走於此站至深川之間。車站大樓一方的月台中央與對面月台南邊之間設有站內平交道連接。車站大樓一方（西邊）的月台是下行1號月台，對面（東邊）是上行2號月台。在島式月台外側設有1條側線。該側線向名寄一方設有分支，連接短的側線。在交會設備停用後，路軌包含側線在內，於1993年（平成5年）前撤走。月台前後的路軌都是彎曲的，這是轉轍器遺留的痕蹟。
此站是無人車站，在有人車站時代還有車站大樓。車站大樓位於站內西邊，鄰接月台中央部分。大樓是一座古老的木製建築物，在入口上方設有車站招牌，寫上了車站名稱的平假名「たかどまり」。在有人車站時代，候車室內放置了水仙和玫瑰。
站前廣場附近30米處設有數棵庫頁冷杉。

## 使用狀況
- 在1981年度（昭和56年度），1日的上下車人次為86人[8]。
- 在1992年度（平成4年度），1日的上下車人次為50人[7]。

## 車站周邊
在鷹泊水壩落成後，周邊設置了稻田。
- 國道275號（空知國道）
- 北海道道693号鹰泊鹰泊停车场线
- 鷹泊郵局
- 鷹泊神社
- Refresh Plaza鷹泊 - 在深名線廢線後，舊・深川市立鷹泊小學遺址於1997年（平成9年）由深川市建築公共設施。館內新設「舊深名線資料室」。展出了站名牌、閉塞器、臂木式號誌機、路軌、用品、相片等東西[9]。
- 鷹泊自然公園 - 車站西北約2公里處[8]。
- 鷹泊水壩 - 車站西北方約6公里處[8]。
- 雨龍川[10]
- 幌加内峠 - 車站東北遍東方[10]。
- JR北海道巴士深名線（日语：深名線 (ジェイ・アール北海道バス)）「鷹泊」巴士站

## 現況

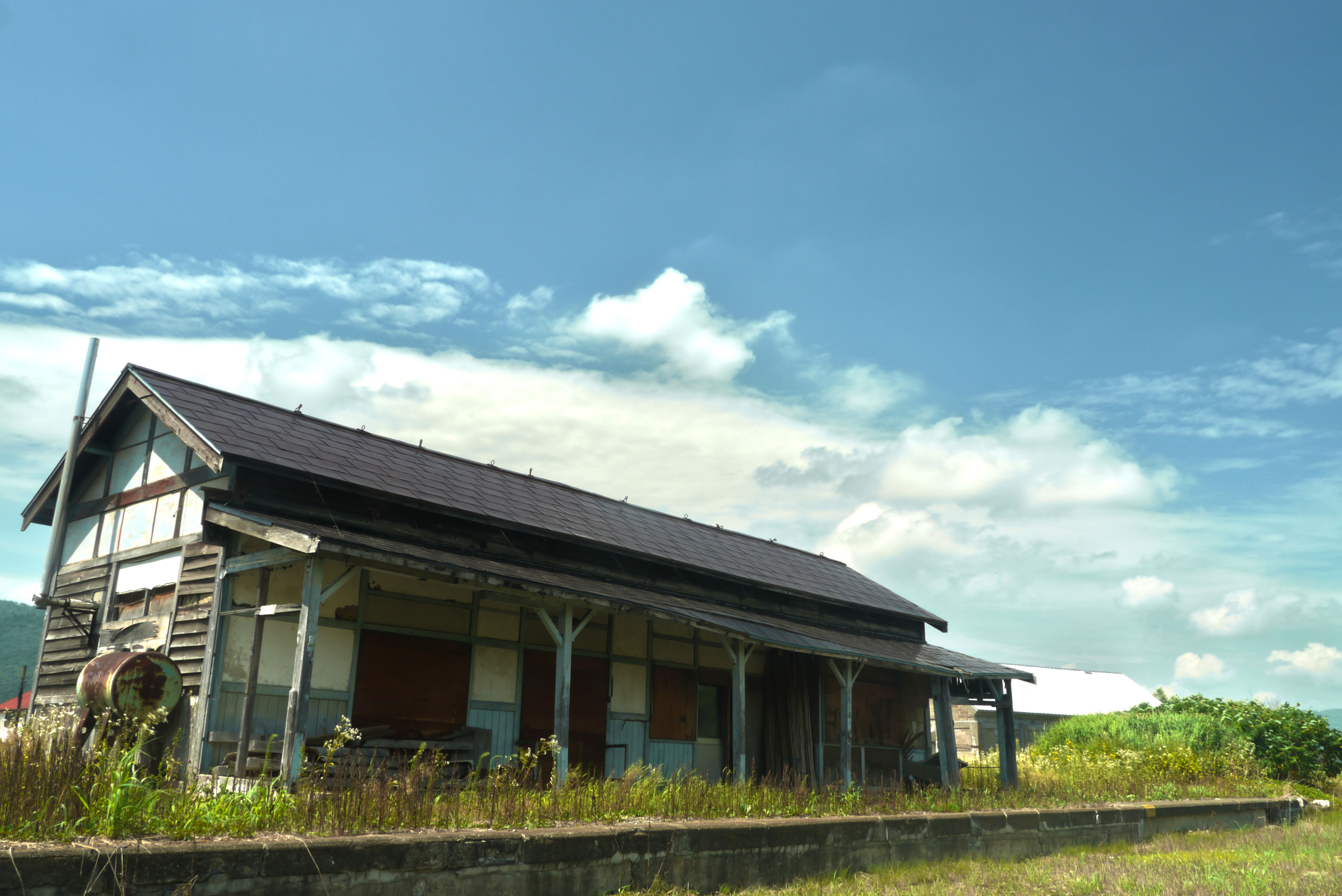
車站遺址　(2011年8月9日)

截至2000年（平成12年），車站大樓、月台和獨立廁所還存在。車站大樓的窗和門的開口部分被木板圍封。站前廣場的庫頁冷杉也不存在了。截至2010年（平成22年）也是同樣，車站大樓似乎是重新用作倉庫。截至2011年（平成23年）也是同樣，廁所的崩壞情況加劇，有傾斜的情況。
此外，此站與沼牛站之間會跨越幌加内嶺（幌加内峠），路段中途經過幌加內隧道。截至2000年（平成12年），由於有雜草和樹木阻檔，因此不能前往隧道遺址調查現況。截至2010年（平成22年），由於國道275號進行工程，因此也不能進入遺址調查現況。

## 相鄰車站
北海道旅客鐵道（JR北海道）
深名線
下幌成－鷹泊－沼牛

## 注腳
1. 1 2 3 4 5  石野哲（編）. . JTB. 1998: 846. ISBN 978-4-533-02980-6 （日语）.
2. ↑  多度志町史 1965年9月發行，P251,668等。
3. ↑  . 鐵道公報 (日本國有鐵道總裁室文書課). 1984-11-09: 1 （日语）.
4. ↑  札幌鉄道局 (编). . 北彊民族研究会. 1939: 35. NDLJP: 1029473 （日语）.
5. 1 2  山田秀三. . アイヌ語地名の研究　別巻 2. 浦安市: 草風館. 2018-11-30: 82. ISBN 978-4-88323-114-0 （日语）.
6. ↑   第1版. 札幌市: 日本国有鉄道北海道総局. 1973-3-25: 113. ASIN B000J9RBUY.
7. 1 2 3 4 5 6 7  書籍《JR・私鉄全線各駅停車1 北海道630駅》（小學館，1993年6月発行）74-75頁。
8. 1 2 3 4 5 6 7 8 9  書籍《国鉄全線各駅停車1 北海道690駅》（小學館，1983年7月發行）204頁。
9. ↑  書籍《全国保存鉄道III 東日本編》（監修：白川淳，JTB出版，1998年11月發行）41頁。
10. 1 2  書籍《北海道道路地図 改訂版》（地勢堂，1980年3月發行）15頁。
11. 1 2 3 4  書籍《鉄道廃線跡を歩くVII》（JTB出版，2000年1月發行）34-35頁。
12. 1 2  書籍《新 鉄道廃線跡を歩く1 北海道・北東北編》（JTB出版，2010年4月發行）40-41頁。
13. ↑  書籍《北海道の鉄道廃線跡》（著：本久公洋，北海道新聞社，2011年9月發行）175-176頁。